# Bugaj (Pasieka Otfinowska)
Bugaj – część wsi Pasieka Otfinowska w Polsce, położona w województwie małopolskim, w powiecie tarnowskim, w gminie Żabno.
W latach 1975–1998 Bugaj położony był w województwie tarnowskim.